# Eddie zwany Orłem
Eddie zwany Orłem (ang. Eddie the Eagle) – niemiecko-brytyjsko-amerykański film biograficzny z 2015 roku w reżyserii Dextera Fletchera na podstawie życiorysu skoczka narciarskiego Eddiego Edwardsa. Scenariusz napisali Simon Kelton oraz Sean Macaulay. 
Światowa premiera filmu miała miejsce 26 stycznia 2016 roku.

## Obsada[1]
- Taron Egerton – Eddie Edwards
- Hugh Jackman – Bronson Peary
- Christopher Walken – Warren Sharp
- Edvin Endre – Matti Nykänen